# Barrio Nuevo del Progreso
Barrio Nuevo del Progreso är en ort i Mexiko.   Den ligger i kommunen Coyuca de Benítez och delstaten Guerrero, i den södra delen av landet, 260 km söder om huvudstaden Mexico City. Barrio Nuevo del Progreso ligger 459 meter över havet och antalet invånare är 707.
Terrängen runt Barrio Nuevo del Progreso är kuperad åt sydväst, men åt nordost är den bergig. Runt Barrio Nuevo del Progreso är det ganska glesbefolkat, med 25 invånare per kvadratkilometer. Barrio Nuevo del Progreso är det största samhället i trakten. I omgivningarna runt Barrio Nuevo del Progreso växer huvudsakligen savannskog.